# António Mendes Arnaut
António Mendes Arnaut foi um administrador colonial português.

## Biografia
Filho de Pedro Mendes Arnaut, que foi Governador do Maranhão e Alcaide-Mor do Castelo de Castro Verde.
Alcaide-Mor do Castelo de Castro Verde em sucessão a seu pai, foi nomeado para o cargo de Capitão-Mor de Cacheu em 1650, mas não chegou a tomar posse do cargo, tendo sido antecedido por Gaspar Vogado e sucedido por João Carreiro Fidalgo.
Casado na família dos Lobo da Gama, viveu em Évora, onde foi Capitão do Terço de Infantaria local e foi pai de Pedro Luís Arnaut, Alferes, Governador de Cacheu e Capitão de Couraças, tendo ambos diso Cavaleiros do Hábito e Comendadores da Ordem de Cristo.